# Trioxys parauctus
Trioxys parauctus är en stekelart som beskrevs av Jaroslav Stary 1960. Trioxys parauctus ingår i släktet Trioxys och familjen bracksteklar. Inga underarter finns listade i Catalogue of Life.